# Василистник малый
Васили́стник (василисник) ма́лый, или Василистник обыкнове́нный (лат. Thalíctrum mínus) — многолетнее растение; вид рода Василистник (Thalictrum) семейства Лютиковые (Ranunculaceae).

## Ботаническое описание
Корневище короткое узловатое.

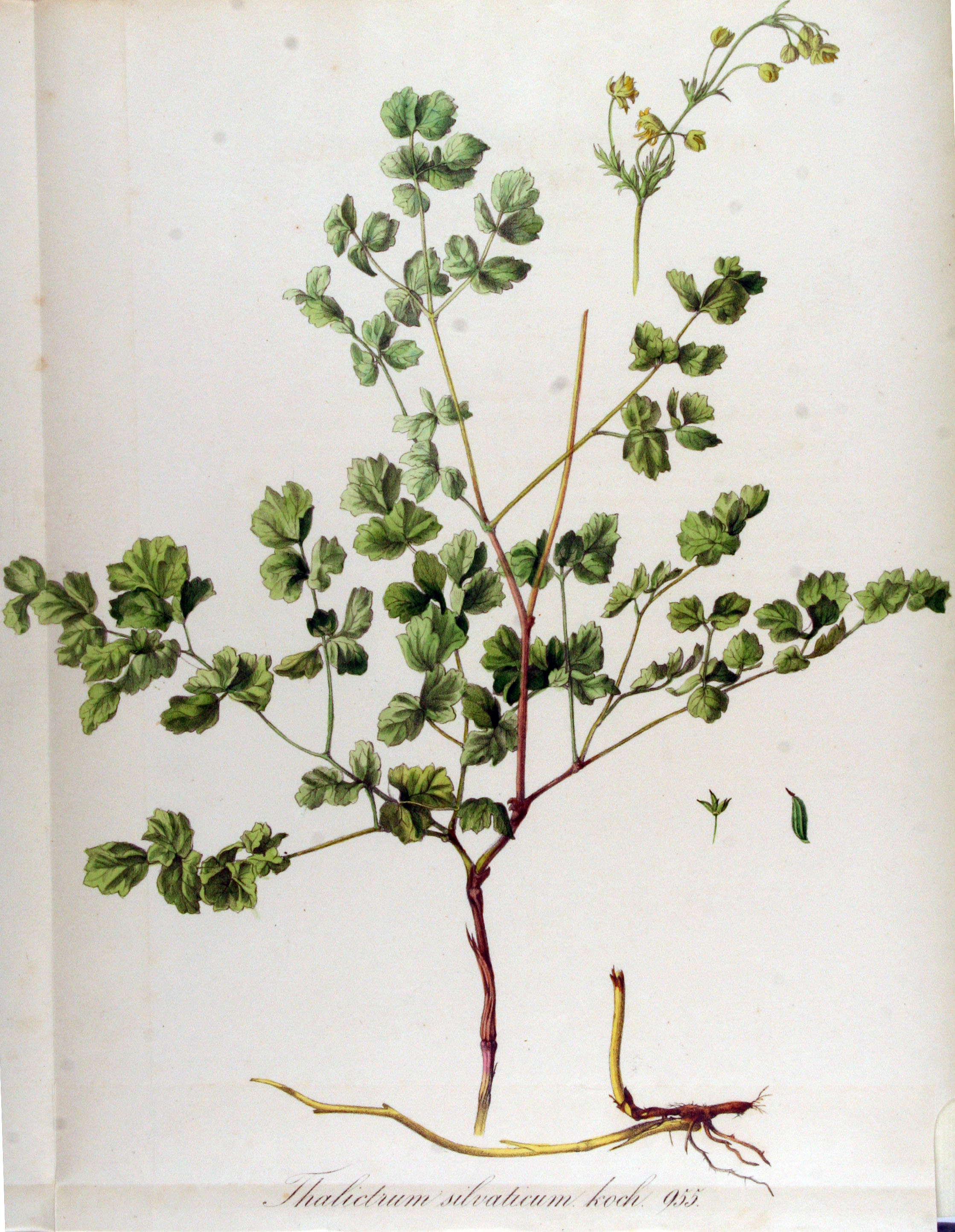
Ботаническая иллюстрация

Растение 80—100 (120) см высотой, равномерно облиственное.
Листья на длинных черешках, к верхушке постепенно мельчающие и здесь сидячие, пластинки в очертании широкотреугольные, трижды перистые; конечные листочки обратнояйцевидные, к основанию клиновидно суженные или закруглённые, на верхушке крупнозубчатые или трёхлопастные, кожистые, снизу с выдающимися жилками.
Соцветие — широкопирамидальная метёлка с поникающими цветками, на ножках 0,5—2(3) см длиной. Цветки с зеленовато-бурым, рано опадающим околоцветником из четырёх—пяти лепестков. Тычинки с тонкими нитями, повислые. Формула цветка: {\displaystyle \ast P_{4}\;A_{10-15}\;G_{3-7}}.
Плодики сидячие, резко продолговато-ребристые с прямым носиком.

## Распространение и экология
Растёт в смешанных и берёзовых лесах, на лесных опушках, полянах, суходольных лугах в Европе, в Сибири и на Алтае, Средней Азии, на Дальнем Востоке, в Монголии, Северо-Восточном Китае и в Северной Америке.
Лучше всего произрастает на дренированных сухих или умеренно влажных, достаточно богатых почвах нейтральной или слабо кислой реакции, выносит кратковременное затопление, засухоустойчивое и морозостойкое растение.

## Химический состав
Надземная часть и корни содержат алкалоиды. Их содержание у собранных в разных районах растений не одинаково. У собранных в Азербайджане (листья, всё растение) обнаружено лишь небольшое количество. В образцах собранных на Алтае и в Забайкалье в надземных частях найдено ничтожное количество алкалоидов, а в корнях их было много. В образце из Средней Азии содержалось много алкалоидов. Значительное количество обнаружено на территории Кыргызстана и Армении.
Содержание аскорбиновой кислоты у растения собранного в начале июня (в мг на 1 кг абсолютно сухого вещества): в цветках 4376, листьях 7618.
Растение относится к ядовитым. В траве содержатся алкалоиды (тальмин, тальмидин, берберин, таликрин) и цианистый гликозид, отщепляющий синильную кислоту, флавоноиды, сапонины и дубильные вещества. В листьях, кроме того содержится аскорбиновая кислота, а в корнях стероиды, алкалоиды (берберин, таликмин, таликмидин и др.).

## Хозяйственное значение и использование

### Кормовая ценность
Данные о поедаемости сельскохозяйственными животными противоречивы. По одним данным скотом на пастбище не поедается или поедается плохо. По другим источникам молодые листья и стебли довольно охотно поедаются овцами, крупно рогатым скотом и лошадьми. До и после цветения на пастбище скотом не поедается. По наблюдениям на Северном Кавказе, с мая по июнь побеги и главным образом листья поедаются овцами на 66 %. В Монголии крупно рогатым скотом и овцами с весны до конца августа. Поедаемость с весны к осени постепенно уменьшается. В сене поедается всеми видами скота.
Удовлетворительно поедается маралом, пятнистым оленем, оленями.
Сведений об ядовитости растения нет. Лишь в верховьях Печоры среди местного населения василистник малый считался вредным для скота.
Хорошее медоносноеи декоративное растение.

### Прочее
На Дальнем Востоке в мае молодые побеги использовались в пищу для супов и как приправа к сое.
Корни и надземные части окрашивают ткани в жёлтый цвет.

### В медицине
Замечено, что все виды василистника накапливают литий — элемент, играющий большую роль в регулировании нервной системы.
Отвар, настой и настойка василистника малого обладают антибактериальным, противоопухолевым, общеукрепляющим, мочегонным, слабительным и ранозаживляющим действием.
Настойка василистника малого была рекомендована в качестве сердечно-сосудистого средства при гипертонии, однако в настоящее время в научной медицине применения не находит. Трава содержит фитонциды, причём большей активностью обладают листья. Эфирный экстракт василистника малого оказывает бактерицидное действие на грамположительные и грамотрицательные бактерии, использовался в хирургической практике, но и этот препарат не был включен в список лекарственных препаратов, разрешённых к применению в СССР из-за неоднородности состава сырья василистника малого из разных мест сбора, недостаточной изученности растения и других причин.
Клиническими испытаниями установлено, что настои и отвары могут быть рекомендованы в акушерско-гинекологической практике, при острых инфекциях (корь, оспа, тиф, дифтерия, туберкулёз легких и кожи, сибирская язва, малярия, сифилис). Трава входит в состав Здренко для лечения онкологических заболеваний, папиломотоза мочевого пузыря и анацидных гастритов.
В народной медицине Западной Сибири, кроме того, настои и отвары корней василистника малого принимают при желтухе, желудочно-кишечных заболеваниях, эпилепсии, головных болях, нарушении обмена веществ, при слабом зрении.
На Алтае василистник малый называют серебрянкой, хинной травой, девятиколенником. Настой травы и корня пили «от давления сердца, рвоты, от надсады», «Антонова огня» при золотухе, лишаях, лихорадке, когда закладывает грудь, от ломоты, «если обносит голову», поили беременных от изжоги. Припарки травы делали от « ногтееда» (панариция), для заживления ран и болезней суставов. Порошком из корня и травы засыпали червичные раны скота.

## Классификация

### Таксономия
Thalictrum minus L., 1753, Sp. Pl. : 546
Вид Василисник малый относится к роду Василисник (Thalictrum) семейства Лютиковые (Ranunculaceae) порядка Лютикоцветные (Ranunculales). Таксономическая схема в соответствии с Системой APG IV по состоянию на июнь 2024 года:
|  |                                      |  |                                   |                                   |                     |  | ещё 6 семейств | ещё 6 семейств |                      |  |                           |  | еще 198 подтвержденных видов и 234 вида, ожидающих подтверждения | еще 198 подтвержденных видов и 234 вида, ожидающих подтверждения |  |
|  |                                      |  |                                   |                                   |                     |  | ещё 6 семейств | ещё 6 семейств |                      |  |                           |  | еще 198 подтвержденных видов и 234 вида, ожидающих подтверждения | еще 198 подтвержденных видов и 234 вида, ожидающих подтверждения |  |
|  |                                      |  |                                   | порядок Лютикоцветные             |                     |  |                |                | род Василисник       |  |                           |  |                                                                  |                                                                  |  |
|  |                                      |  |                                   | порядок Лютикоцветные             |                     |  |                |                | род Василисник       |  | 13 внутривидовых таксонов |  |                                                                  |                                                                  |  |
|  | отдел Цветковые, или Покрытосеменные |  |                                   |                                   | семейство Лютиковые |  |                |                | вид Василисник малый |  |                           |  |                                                                  |                                                                  |  |
|  | отдел Цветковые, или Покрытосеменные |  |                                   |                                   |                     |  |                |                |                      |  |                           |  |                                                                  |                                                                  |  |
|  |                                      |  | ещё 63 порядка цветковых растений | ещё 63 порядка цветковых растений |                     |  |                | ещё 53 рода    | ещё 53 рода          |  |                           |  |                                                                  |                                                                  |  |
|  |                                      |  |                                   | ещё 63 порядка цветковых растений |                     |  |                |                | ещё 53 рода          |  |                           |  |                                                                  |                                                                  |  |

### Внутривидовые таксоны
- Thalictrum minus subsp. caffrum (Eckl. & Zeyh.) Hand
- Thalictrum minus subsp. carpaticum (Kotula) Osvač.
- Thalictrum minus subsp. flexuosum (Bernh. ex Rchb.) Krupkina
- Thalictrum minus subsp. flexuosum (Bernh. ex Rchb.) Syme
- Thalictrum minus subsp. kemense (Fr.) Hultén
- Thalictrum minus subsp. majus (Crantz) Rouy & Fauc.
- Thalictrum minus subsp. maxwellii (Royle) Hand
- Thalictrum minus subsp. pavlovii (Reverd.) N.Friesen
- Thalictrum minus subsp. pratense (F.W.Schultz) Hand
- Thalictrum minus subsp. pseudominus (Borbás) Soó
- Thalictrum minus subsp. pubescens Arcang.
- Thalictrum minus subsp. thunbergii (DC.) Vorosch.
- Thalictrum minus var. hypoleucum (Siebold & Zucc.) Miq.